# مرسرسویل (مریلند)
مرسرسویل (به انگلیسی: Mercersville) شهری در ایالت مریلند کشور ایالات متحده آمریکا است که جمعیت آن در سرشماری سال ۲۰۱۰ میلادی، ۱۳۰ نفر بوده‌است.